# 黒坪則之
黒坪 則之（くろつぼ のりゆき、1961年 - ）は、日本の実業家。

## 略歴
東京都生まれ。ラ・サール中学校・高等学校を経て慶應義塾大学経済学部卒。大学在学中には、国立学院神奈川本部（当時）にて中学受験対策室長、小学部長などを歴任した。1986年に日本アイ・ビー・エムへ入社。1990年、LANベンダーの草分け的存在であったアンガマン・バス（株）へ転職。同年秋には同社社長の上原政二らと共に（株）ネットワールドの設立に参画。同社教育・デモセンター長に就任。
1992年、自身でクロス・ヘッド（株）を設立し、代表取締役社長に就任。2002年には会長に就任。2005年、同社退任。その間、イントラネット（株）取締役、ネットビレッジ（株、現 funfon）監査役などを歴任。
主な著書には、「はじめてのパソコンLAN（工業調査会）」「日本型SCMの構築（工業調査会）」などがある。